# Musée des sciences naturelles et d'archéologie de Douai
Le Musée des Sciences Naturelles et d'Archéologie  est un musée situé dans la ville de Douai, dans le département français du Nord (Hauts-de-France).

## Historique
Le musée de Douai est établi à la Révolution et contenait de riches fonds d'archéologie, d'ethnographie et de sciences naturelles.
Il fut lourdement touché lors d'un bombardement en 1944, entrainant la destruction des bâtiments et de ces collections.
Le musée des Beaux-Arts fut rouvert en 1958 à la Chartreuse de Douai et les collections d’archéologie et de sciences naturelles placées en 1976 dans une maison de maître du XIXe s., rue Saint-Albin.
La collection d’archéologie est cédée en 2010 à la Direction d’archéologie préventive du Douaisis et installée dans le Musée archéologique Arkéos en 2014.

## Collections
On peut y découvrir  :
- 2 salles d'oiseaux
- 21 aquariums tropicaux
- 1 salle de papillons